# جایزه یوسی
جایزهٔ یوسی (فنلاندی: Jussi) مهم‌ترین جایزهٔ سینمایی در کشور فنلاند است که به برترین‌های سینما در سال قبل اهدا می‌شود.
این جایزه در سال ۱۹۴۴ میلادی در هلسینکی بنا نهاده شد و احتمالاً قدیمی‌ترین جایزهٔ فیلم در قارهٔ اروپاست.
تندیس این جایزه از جنس سنگ گچ است و توسط مجسمه‌ساز فنلاندی «بن رِنوال» طراحی شده‌است.